# I'm Going Down
I'm Going Down è un singolo di Rose Royce del 1976. Scritto e prodotto da Norman Whitfield, era incluso nella colonna sonora del film Car Wash.
Nel 1994 ne è stata realizzata una cover da parte di Mary J. Blige, inclusa nell'album My Life e pubblicata come singolo.